# Kotešová
Kotešová (in ungherese Kotessó, in tedesco Koteschau) è un comune della Slovacchia facente parte del distretto di Bytča, nella regione di Žilina.

## Storia
Sorta nel 1943 per l'unione dei comuni di Malá Kotešová e Veľká Kotešová, è citata per la prima volta nel 1234 con il nome di Hotesou quale possedimento del vescovato di Nitra. Appartenne poi alle varie famiglie di feudatari locali: Kutassy / Kotešovský, Kudelka, Prileszyi / Prileský, Kohácsy / Kocháč e Hrabó / Hrabovský. Successivamente passò ai Signori di Hričov e poi alla città di Bytča.